# گویش اشتوکاوی
اشتوکاوی (Štokavian) گویش اصلی سامانهٔ «زبان‌های اسلاوی جنوب مرکزی» شامل زبان‌های صربی-کرواتی، صربی، کرواتی و بوسنیایی است.
گویش اشتوکاوی در صربستان، مونته‌نگرو، بوسنی و هرزگوین، بخش جنوبی ایالت بورگن‌لاند در اتریش و در بخشی از کرواسی صحبت می‌شود. زبان‌های استاندارد صربی، کرواتی و بوسنیایی، همگی مبنی بر گویش نو-اشتوکاوی هستند.
زیرشاخه‌های اولیه اشتوکاوی ۲ سرمنشا دارند: یکی از آنها زیرگویش نیا-اشتوکاوی و دیگری نو-اشتوکاوی است که در هر یک از آنها، واج نیااسلاوی jat به طرز متفاوتی دگرگون شده‌است. به‌طور کلی، گویش‌شناسی نوین، ۷ زیرگویش اشتوکاوی را به رسمیت می‌شناسد (برخی بر این عقیده‌اند که یکی از این دو زیرگویش، فزون‌تر است، اما این دیدگاه فراگیر نیست).

## زیرگویش‌های اشتوکاوی

### نیا-اشتوکاوی

#### تیموک-پریزرن (تورلاکیان)
کهن‌ترین گویشی که از جنوب خاوری تیموک نزدیک مرز بلغارستان تا شهر پریزرن (در کوزوو) گسترده‌است. این گویش، غالباً در متوهیا، پیرامون پریزرن، گنییلان و به‌ویژه در اشترپتس؛ در جنوب صربستان پیرامون بویانوواتس، ورانیه، لسکوواتس، نیش، آلکسیناتس در بخشی از دره توپلیتسا در اطراف پروکوپلیه؛ در صربستان خاوری اطراف پیروت، اسوِرلیگ، سوکوبانیا، بولیواتس، کنیاژواتس و سرانجام در ناحیه اطراف زایچار، جایی که گویش کوزوو-رساوا بارزتر می‌شود.

#### اسلاوی
همچنین معروف به شوکاچکی یا گویش اشچاکاوی کهن، که توسط مردمان شوکتسی ساکن در برخی بخش‌های اسلوونی، باچکا، بارانیا، سیرمیا؛ در کرواسی و وویوودینا و نیز در بوسنی شمالی صحبت می‌شود.

#### خاور-بوسنیایی
همچنین معروف به اشچاکاوی یکاویایی، که دارای تلفظ یکاویایی در میان اکثریت بزرگی از گونه‌های محلی است و توسط بیشتر مسلمانان بوسنیایی که در شهرهای سارایوو، توزلا و زنیتسا زندگی می‌کنند و نیز توسط بیشتر کروات‌ها و صرب‌هایی که در این نواحی می‌زیند، صحبت می‌شود.

#### زتا-سانجاک جنوبی
همچنین معروف به لیکاوی کهن، که در مونته‌نگروی خاوری در پودگوریتسا و تستینیه؛ پیرامون شهر نووی پازار در سانجاک خاوری در صربستان و در روستای پروی در ایستریا صحبت می‌شود.

#### کوزوو-رساوا
همچنین معروف به لیکاوی کهن‌تر، که بیشتر در کوزووی باختری و جنوب خاوری؛ در دره ایبار همراه با کرالیوو؛ پیرامون کروشِواتس، ترستنیک و در ژوپا، در بخشی از دره توپلیتسا (کورشوملیا)؛ در دره موراوا (یاگودینا، چوپریا، پاراچین)؛ در دره رساوا (اسویلایناتس، دسپوتوواتس)؛ و جنوب خاوری صربستان (اسمدِرِوو، پوژارِواتس، بور، مایدانپک، نگوتین) و یک بخش از بنات (اطراف کووین، بلاتسرک‌وا و ورشاتس) صحبت می‌شود.

### نو-اشتوکاوی

#### ایکاوی باختری
همچنین معروف به بوسنیایی-دالماسی، ایکاوی نوین بیشتر توسط کروات‌هایی که در لیکا، کوارنر، دالماسی، هرزگوین و باچکا و توسط مسلمانان بوسنیایی (بوسنیاک‌ها) در بوسنی باختری بیشتر پیرامون شهر بیهاچ و در بوسنی مرکزی (تراونیک، یایتس، بوگوینو، ...) صحبت می‌شود.

#### شومادیا-وویوودینا
همچنین معروف به اِکاوی نوین، که بیشتر در وویوودینا، شمال باختری صربستان، اطراف کراگویواتس و والیوو در شومادیا؛ در ماچ‌وا (فقط در اطراف شاباتس و بوگاتیچ به‌جز لوزنیتسا و پودرینیه) در بلگراد و کرواسی خاوری اطراف شهر ووکووار صحبت می‌شود.

#### هرزگوینی خاوری
همچنین معروف به «هرزگوین-کرایینای خاوری» و اییکاوی نوین، که بزرگترین گویش اشتوکاوی و صربی-کرواتی، است. این گویش (زیرگویش) در مونته‌نگروی باختری (منطقه‌ای معروف به هرزگوین کهن)؛ توسط بیشتر صرب‌های بوسنیایی، صرب‌های کرواتی و نیز در صربستان باختری و توسط برخی کروات‌ها در اسلوونی، بانی‌یا، کوردون، جایی که صرب‌ها عمدتاً آن را به‌کار می‌برند و نیز در خاور نرتوا پیرامون شهر دوبروونیک. این زیرگویش زیربنای زبان صربی استاندارد است، در حالی‌که زبان کرواتی استاندارد مبنی بر آمیزه‌ای تاریخی از برخی گویش‌ها از جمله غیراشتوکاوی است.

## وابستگی نژادی گویشوران بومی اشتوکاوی
| گروه         | زیرگویش           | صربی | کرواتی | بوسنیایی | مونته‌نگرویی |
| ------------ | ----------------- | ---- | ------ | -------- | ----------- |
| نیا-اشتوکاوی | کوزوو-رساوا       | ×    |        |          |             |
| نیا-اشتوکاوی | زتا-سانجاک جنوبی  | ×    |        | ×        | ×           |
| نیا-اشتوکاوی | اسلاوی            |      | ×      |          |             |
| نیا-اشتوکاوی | بوسنیایی خاوری    |      | ×      | ×        |             |
| نو-اشتوکاوی  | شومادیا-وویوودینا | ×    |        |          |             |
| نو-اشتوکاوی  | دالماسی-بوسنیایی  |      | ×      | ×        |             |
| نو-اشتوکاوی  | هرزگوینی خاوری    | ×    | ×      | ×        | ×           |